# Oreophrynella
Oreophrynella is een geslacht van kikkers uit de familie padden (Bufonidae). De groep werd voor het eerst wetenschappelijk beschreven door George Albert Boulenger in 1895. Later werd de wetenschappelijke naam Oreophryne gebruikt.
Er zijn negen soorten inclusief de pas in 2007 beschreven Oreophrynella dendronastes. Alle soorten komen voor in delen van Zuid-Amerika en leven in de landen Venezuela tot Guyana. De verschillende soorten zijn meer verwant aan Afrikaanse kikvorsachtigen dan soorten uit Zuid-Amerika.

## Soorten
Geslacht Oreophrynella
- Soort Oreophrynella cryptica
- Soort Oreophrynella dendronastes
- Soort Oreophrynella huberi
- Soort Oreophrynella macconnelli
- Soort Oreophrynella nigra
- Soort Oreophrynella quelchii
- Soort Oreophrynella seegobini
- Soort Oreophrynella vasquezi
- Soort Oreophrynella weiassipuensis

Adenomus · 
Altiphrynoides · 
Amazophrynella · 
Anaxyrus · 
Ansonia · 
Atelopus · 
Barbarophryne · 
Blythophryne · 
Bufo · 
Bufoides · 
Bufotes · 
Capensibufo · 
Churamiti · 
Dendrophryniscus · 
Didynamipus · 
Duttaphrynus · 
Epidalea · 
Frostius · 
Ghatophryne · 
Incilius · 
Ingerophrynus · 
Laurentophryne · 
Leptophryne · 
Melanophryniscus · 
Mertensophryne · 
Metaphryniscus · 
Nannophryne · 
Nectophryne · 
Nectophrynoides · 
Nimbaphrynoides · 
Oreophrynella · 
Osornophryne · 
Parapelophryne · 
Pedostibes · 
Pelophryne · 
Peltophryne · 
Phrynoidis · 
Poyntonophrynus · 
Pseudobufo · 
Rentapia · 
Rhaebo · 
Rhinella · 
Sabahphrynus · 
Schismaderma · 
Sclerophrys · 
Strauchbufo · 
Truebella · 
Vandijkophrynus · 
Werneria · 
Wolterstorffina · 
Xanthophryne